# Обстоятельство (синтаксис)
Обстоя́тельство ― второстепенный член предложения, зависящий от сказуемого и обозначающий признак действия или признак другого признака. 
В русском языке обычно обстоятельства выражены именем существительным в формах косвенных падежей или наречиями, хотя некоторые группы обстоятельств могут быть выражены деепричастным оборотом. Также они могут быть выражены инфинитивом, наречием, существительным в косвенном падеже с предлогом или без него, и даже некоторыми фразеологизмами.
По значению, которое выясняется вопросами, обстоятельства делятся на следующие основные виды:
| Обстоятельства            | Что означают                      | Вопросы                                               | Примеры |
| ------------------------- | --------------------------------- | ----------------------------------------------------- | --- |
| Места                     | Место действия, направление, путь | Где? Куда? Откуда?                                    | На рисунке; На дачу; Из города |
| Времени                   | Время                             | Когда? Как долго? С каких пор? До каких пор? Сколько? | Придёт завтра. Однажды в студеную зимнюю пору я из лесу вышел (Н. Некрасов). От восхода до заката жизнью улицы кипят (Е. Трутнева).                        |
| Причины                   | Причину, повод                    | Почему? На каком основании? Отчего? По какой причине? | Не пошёл из-за болезни |
| Цели                      | Цель совершения действия          | Зачем? С какой целью? Для чего?                       | Уехать отдыхать |
| Образа действия и степени | Способ действия                   | Как? Каким образом? В какой степени?                  | Работать увлечённо. Снег падал медленно и бесшумно. (С. Антонов.) Не очень-то я его боюсь. (А. Островский.) Место оказалось совсем неудачным. (А. Гайдар.) |
| Условия                   | Условие совершения действия       | При каком условии?                                    | Отложить поездку в случае ухудшения погоды |
| Сравнения                 |                                   | Как?                                                  | За печкой тикал, как ходики, сверчок (К. Паустовский) |
| Уступки                   | Условие, вопреки чему             | Вопреки чему? Несмотря на что?                        | Сделаем, несмотря на трудности |

При разборе предложения обстоятельство подчеркивается штрихпунктиром (— · — · —).